# Pistius barchensis
Pistius barchensis là một loài nhện trong họ Thomisidae.
Loài này thuộc chi Pistius. Pistius barchensis được miêu tả năm 1965 bởi Basu.